# Mendolo
Mendolo is een bestuurslaag in het regentschap Pekalongan van de provincie Midden-Java, Indonesië. Mendolo telt 689 inwoners (volkstelling 2010).